# Спиртомір

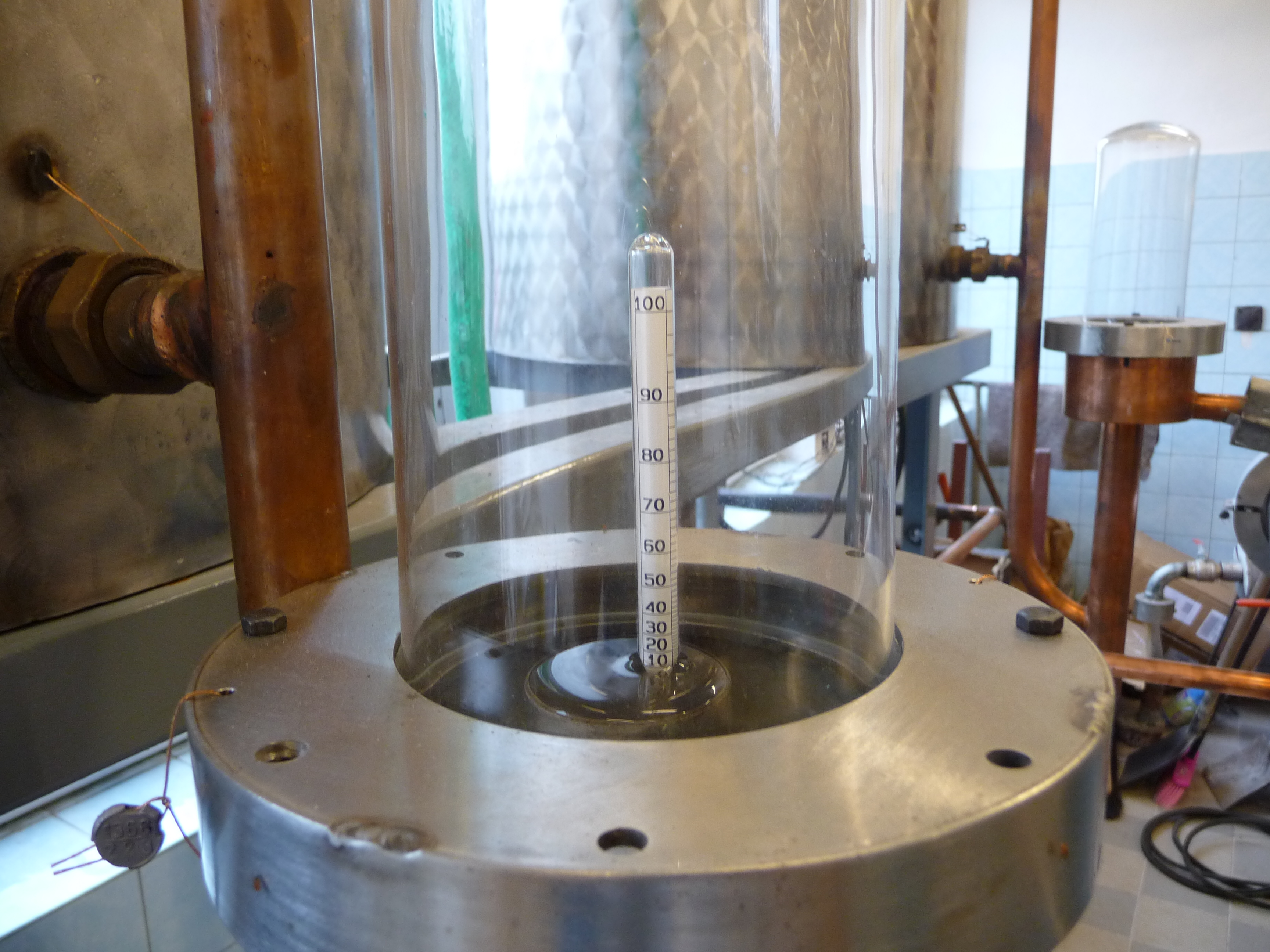

Спиртомір — ареометр із шкалою для визначення міцності водоспиртових розчинів за їхньою густиною. Чим вища концентрація спирту, тим глибше занурюється нижче поверхні напою спиртомір, забезпечений відповідною шкалою.